# Pagastiella orophila
Pagastiella orophila är en tvåvingeart som först beskrevs av Edwards 1929.  Pagastiella orophila ingår i släktet Pagastiella och familjen fjädermyggor. Arten är reproducerande i Sverige. Inga underarter finns listade i Catalogue of Life.